# Some Chords
Some Chords è un singolo realizzato dal produttore discografico canadese deadmau5.

## Descrizione
La traccia è stata inclusa in un episodio di CSI: Scena del crimine intitolato Lo squalo.
Un remix di Dillon Francis è stato pubblicato per la compilation 5 Years of mau5 nel 2014. Beatport ha lanciato anche un contest di remix, in cui ai partecipanti sono state date le parti per rielaborare il remix di Francis. Il vincitore del concorso è stato Andrei Stephen, il cui remix avrebbe dovuto avere un rilascio ufficiale tramite mau5trap, e il secondo classificato è stato Approaching Nirvana, come determinato dai voti della comunità.

## Videoclip
Zimmerman aveva lanciato un contest tramite Wooshii in cui chiedeva ai fan di creare un videoclip per la traccia. Il video vincitore è stato diretto da Chris Lee e prodotto da Pommez Films.

## Tracce
1. Some Chords

### Remixes
1. Some Chords (Dillon Francis Remix)

## Classifiche

### Traccia originale
| Classifica                                       | Posizione massima |
| ------------------------------------------------ | ----------------- |
| Billboard US Dance/Electronic Digital Song Sales | 13                |
| UK Singles Chart                                 | 120               |

### Dillon Francis Remix
| Classifica                                       | Posizione massima |
| ------------------------------------------------ | ----------------- |
| Billboard US Dance/Electronic Digital Song Sales | 44                |
| Billboard US Hot Dance/Electronic Songs          | 50                |